# Euselasia mutator
Euselasia mutator är en fjärilsart som beskrevs av Adalbert Seitz 1916. Euselasia mutator ingår i släktet Euselasia och familjen Riodinidae. Inga underarter finns listade i Catalogue of Life.